# Агриппа (астроном)
Агри́ппа (греч. Αγρίππας ο Βιθύνιος) — древнегреческий астроном, живший в I веке нашей эры. Единственное упоминание о нём относится к его наблюдениям, выполненным в 92 году. Птолемей в «Альмагесте» (VII, 3) отмечает, что на двенадцатый год правления Домициана, в седьмой день византийского месяца Метроса, Агриппа наблюдал покрытие звездного скопления Плеяды самой южной частью Луны. Цель наблюдений Агриппы, вероятно, состояла в том, чтобы проверить открытое Гиппархом предварение равноденствий.
В честь Агриппы в 1935 году назван лунный кратер, расположенный в Море Паров.